# Elektronika BK

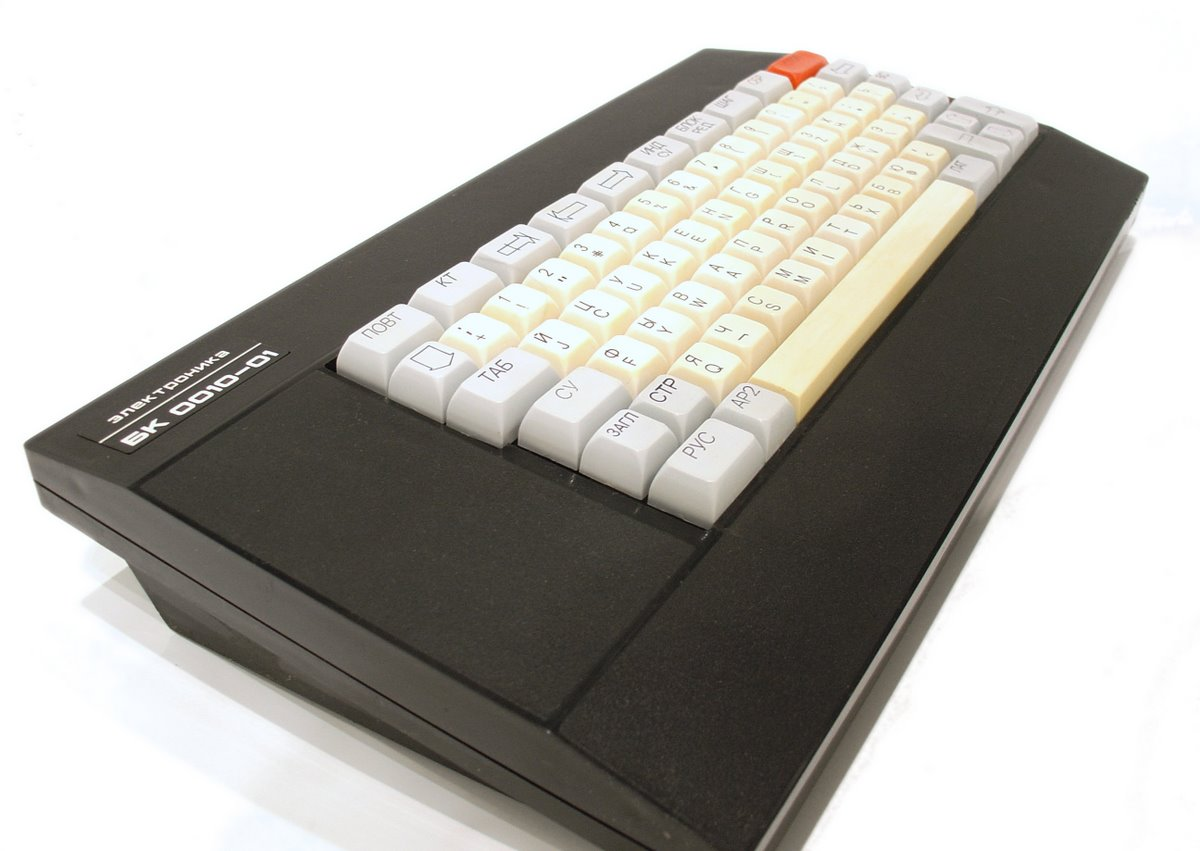
Elektronika BK0010-01

O Elektronika BK foi um computador doméstico de 16 bits fabricado na União Soviética. Desenvolvido pelo Centro de pesquisa NPO, líder no desenvolvimento de microcomputadores soviéticos. Lançado em 1985, foi baseado no К1801ВМ1 e foi, oficialmente, o único computador doméstico soviético produzido em massa. 
Custou cerca de 600 - 650 Rublos, era caro, mas acessível. E se tornou um dos computadores domésticos mais populares na União Soviética, apesar de alguns problemas. BK é a abreviação russa para "Бытовой Компьютер - computador doméstico, em  português. Também foi usado como caixa registradora em lojas estatais.